# Нортэм, Джереми
Джереми Филип Нортэм (англ. Jeremy Philip Northam; родился 1 декабря 1961 года в Кембридже) — британский актёр театра, кино и телевидения.

## Биография
Родился в семье Рэйчел и Джона Нортэмов. Его мать — профессор экономики, а отец — профессор литературы, специалист по творчеству Генрика Ибсена. Нортэм получил образование в бристольской средней школе и лондонском университете Royal Holloway, актёрскому мастерству обучался в бристольской театральной школе Bristol Old Vic Theatre School.
В 1989 году дебютировал в Королевском национальном театре в Лондоне в спектакле «Гамлет», заменив Дэниэла Дэй-Льюиса. Через год удостоился Премии Лоренса Оливье в номинации «Самый многообещающий новичок» за роль в пьесе The Voysey Inheritance.
Уже с 1987 года Нортэм получал небольшие роли на телевидении, а его первой работой в кино стала второплановая роль Хиндли Эрншо в фильме 1992 года «Грозовой перевал». Его карьера в Голливуде началась с участия в триллере «Сеть», где его партнёром стала Сандра Буллок. Несмотря на успешный старт в США, продолжил работать в Великобритании, снявшись в таких фильмах, как «Эмма», «Кэррингтон», «Приговор», «Госфорд-парк», «Энигма», а также сыграв роль философа и гуманиста Томаса Мора в двух сезонах драматического телесериала «Тюдоры».

## Избранная фильмография
| Год       |   | Русское название                      | Оригинальное название            | Роль                 |
| --------- | - | ------------------------------------- | -------------------------------- | -------------------- |
| 1992      | ф | Грозовой перевал                      | Emily Brontë's Wuthering Heights | Хиндли Эрншо         |
| 1995      | ф | Каррингтон                            | Carrington                       | Бикус Пенроуз        |
| 1995      | ф | Сеть                                  | The Net                          | Джек Девлин          |
| 1996      | ф | Эмма                                  | Emma                             | мистер Найтли        |
| 1997      | ф | Мутанты                               | Mimic                            | доктор Питер Манн    |
| 1997      | ф | Амистад                               | Amistad                          | судья Коглин         |
| 1999      | ф | Глория                                | Gloria                           | Кевин                |
| 1999      | ф | Идеальный муж                         | An Ideal Husband                 | сэр Роберт Чилтерн   |
| 1999      | ф | Приговор                              | The Winslow Boy                  | сэр Роберт Мортон    |
| 2000      | ф | Золотая чаша                          | The Golden Bowl                  | принц Америго        |
| 2001      | ф | Госфорд-парк                          | Gosford Park                     | Айвор Новелло        |
| 2001      | ф | Энигма                                | Enigma                           | Уиграм               |
| 2002      | ф | Кодер                                 | Cypher                           | Морган Салливан      |
| 2002      | ф | Одержимость                           | Possession                       | Рандольф Генри Эш    |
| 2003      | ф | Поющий детектив                       | The Singing Detective            | Марк Бинни           |
| 2003      | ф | Приговор                              | The Statement                    | полковник Ру         |
| 2004      | ф | Бобби Джонс: Гений удара              | Bobby Jones: Stroke of Genius    | Уолтер Хэйген        |
| 2007      | ф | Вторжение                             | The Invasion                     | Такер                |
| 2007—2008 | с | Тюдоры                                | The Tudors                       | сэр Томас Мор        |
| 2009      | ф | 1939                                  | Glorious 39                      | Джозеф Бэлком        |
| 2009      | ф | Происхождение                         | Creation                         | Джон Броуди-Иннес    |
| 2010      | ф | Больница Майами                       | Miami Medical                    | доктор Мэтью Проктор |
| 2014      | с | Новые миры                            | New Worlds                       | король Карл II       |
| 2015      | ф | Всевидящее око                        | Eye in the Sky                   |                      |
| 2015      | ф | Человек, который познал бесконечность | The Man Who Knew Infinity        | Бертран Рассел       |
| 2016      | с | Корона                                | The Crown                        | Энтони Иден          |
| 2016      | ф | Такой же предатель, как и мы          | Our Kind of Traitor              | Обри Лонгригг        |